# Snösork
Snösork (Chionomys nivalis) är en däggdjursart som först beskrevs av Martins 1842.  Den ingår i släktet Chionomys och familjen hamsterartade gnagare. Inga underarter finns listade i Catalogue of Life.
Artepitetet i det vetenskapliga namnet är bildat av det latinska ordet för snövit.

## Beskrivning
En medelstor sork med en kroppslängd exklusive svans på 9 till 14 cm, en svanslängd på 5 till 7,5 cm och en vikt på 29 till 68 g. Pälsen på ovansidan är grå till gråbrun, och undersidans päls är ljusgrå. Öron, fötter, svans och de kraftiga morrhåren är vita, svansen dessutom med en hårborste i änden.

## Ekologi
Snösorken är dagaktiv, och lever i klippskrevor eller gångar nära markytan. Den håller sig främst till klippiga bergsområden, gärna över trädgränsen, på höjder mellan 1 000 och 4 700 m. Speciellt kring Medelhavet kan den även förekomma i klippig terräng ner till havsytans nivå. Till skillnad från många andra sorkar föredrar den habitat med tunt jordtäcke, och gärna gles busk- eller trädvegetation. Födan består av örter, mossor, lavar och ris som exempelvis blåbär. På hösten torkar den gärna gräs som den använder som vinterföda.

### Fortplantning
Lektiden inträffar mellan juni och augusti, under vilken tid honan kan få upp till 2 kullar med 2 till 4 ungar efter en dräktighetstid på 3 veckor. Ungarna blir självständiga efter 3 veckor, även om de dias längre.

## Utbredning
Arten förekommer i Sydeuropa, Kaukasus, Turkiet, Israel, Libanon, Syrien och Iran, typiskt i bergskedjor som Pyrenéerna, Alperna, Apenninerna, Karpaterna och bergen på Balkan. Dessutom finns den på den grekiska ön Euboia.

## Status
IUCN kategoriserar arten globalt som livskraftig. Även om arten på grund av habitatvalet är uppdelad i flera isolerade subpopulationer är dessa stabila; arten är förhållandevis vanlig, och inga större hot är registrerade. IUCN har konstaterat att bergssluttningarna i utbredningsområdets nordöstra del har börjat täckas med skog i takt med den avtagande fårskötseln under de senaste 20 åren. Detta ses dock för närvarande inte som något allvarligt hot.